# Лаубен (Нижний Алльгой)
Лаубен (нем. Lauben) — община в Германии, в земле Бавария.
Подчиняется административному округу Швабия. Входит в состав района Нижний Алльгой. Подчиняется управлению Эркхайм. Население составляет 1310 человек (на 31 декабря 2010 года). Занимает площадь 18,38 км².